# Kabupaten Madiun
Kabupaten Madiun är ett kabupaten i Indonesien.   Det ligger i provinsen Jawa Timur, i den västra delen av landet, 600 km öster om huvudstaden Jakarta. Antalet invånare är 662 278.